# Гарячі джерела Гросс-Бармен
Гросс-Бармен — парк, заповідна зона, санаторій з термальним джерелом в Намібії, що розташовується приблизно в 25 км на захід від міста Окаханджа, і 100 км від Віндгука. Площа парку складає 1 км².
На сьогодні Гросс-Бармен є державним санаторієм. Тут б'є гаряче джерело. Є готель «Groß Barmen Heisse — Quelle-Resort». Джерело притягає велику кількість туристів. Також на відпочинок приїжджає багато місцевих жителів, в основному, з Віндгука. Тепла, сірчиста лікувальна вода температурою від 40 до 65 C° також запускається в закриті приміщення — купатися можна не лише на відкритому повітрі.
Гросс-Бармен був названий двома членами Рейнського місіонерського товариства Карлом Хуго Хааном і Францем Генріхом Кляйншмидтом в 1844 році, на честь міста Бармен в землі Північний Рейн-Вестфалія в Німеччині (нині Вупперталь), коли перше поселення тут було засноване як місіонерська станція для племені гереро.
На південний схід від Гросс-Бармена розташовується гора Осанакуппе.